# 山口吉右衛門
山口 吉右衛門（やまぐち きちえもん、? - 宝暦7年（1757年）3月）は、江戸時代中期の一揆指導者。

## 経歴・人物
阿波名西郡高原村の先規奉公人。
宝暦6年（1756年）徳島藩により藍の取引税と寝床株制度が導入されようとしていた。制度の撤回を求め吉右衛門らは一揆を指導する（藍玉一揆、五社宮一揆）。一揆は実行前に発覚し、吉右衛門ら指導者は捕えられ磔刑に処された。没後、五社明神として五社神社に明治12年（1879年）祀られた。